# توماس إم. براون
توماس إم. براون هو ضابط ومحامي وسياسي أمريكي، ولد في 19 أبريل 1829، وتوفي في 17 يوليو 1891. نشط حزبياً في الحزب الجمهوري. وقد انتخب عضو مجلس ولاية إنديانا ‏ وانتخب عضو مجلس النواب الأمريكي.